# Кирил Вълов
Кирил Вълов е български футболист, който играе за Спартак (Плевен) като крило. Роден е на 13 адекември 1990 г. Висок e 170 cm. Юноша на Спартак (Плевен).